# McCarthy Inlet
Das McCarthy Inlet ist eine vereiste Bucht im südlichen antarktischen Weddell-Meer. Sie ist die größte und nördlichste der drei Buchten auf der Ostseite der vom Filchner-Ronne-Schelfeis umgebenen Berkner-Insel.
Wissenschaftler der US-amerikanischen Ellsworth-Station entdeckten sie bei Überflügen und Erkundungsmärschen zwischen 1957 und 1958. Das Advisory Committee on Antarctic Names benannte sie 1965 nach Lieutenant Commander Charles J. McCarthy von den Reservestreitkräften der United States Navy, Kommandant der Flugstaffel VX-6 auf der Ellsworth-Station in jener Zeit.